# Siegwald Ganglmair
Siegwald Ganglmair (* 1941) ist ein österreichischer Historiker.

## Leben und Wirken
Ganglmair besuchte von 1951 bis 1959 das Bundesgymnasium und Bundesrealgymnasium in Wels und studierte anschließend Geschichte. Er ist Mitglied der Künstlervereinigung MAERZ (seit 1978) und der Grazer Autorinnen Autorenversammlung.
Als Absolvent eines Geschichtsstudiums leistete er in den 1970er-Jahren für den Bereich Oberösterreich Vorarbeiten für den Aufbau eines Archivs des Dokumentationsarchivs des österreichischen Widerstandes (DÖW) und war dort bis zu seiner Pensionierung 2001 wissenschaftlicher Mitarbeiter. U.a. verwaltete er die DÖW-Plakatsammlung.
1999 gründete er gemeinsam mit Peter Ablinger, Bernhard Lang, Klaus Lang und Nader Mashayekhi den Musikverlag Zeitvertrieb Wien Berlin.

## Publikationen
In seiner Eigenschaft als wissenschaftlicher Mitarbeiter des DÖW fungierte er als Redakteur der von dieser Organisation herausgegebenen Jahrbücher 1986 bis 2000. Er veröffentlichte zahlreiche Aufsätze und Forschungsergebnisse in Zeitschriften und Büchern, u. a.
- Die hohe Schule von Schlögen. Zur Geschichte und Rezeption eines Bettlerlagers im Ständestaat, in: Medien und Zeit, Forum für historische Kommunikationsforschung, Jahrgang 5 (1990), Nr. 2, S. 19–25.
- Rechtsextremismus in Österreich, Wien 1979, 1981.
- Widerstand und Verfolgung in Österreich, Wien 1988.
- Wien 1938, Sonderausstellung im Historischen Museum der Stadt Wien (mit Katalog), 1988.
- Widerstand und Verfolgung in Oberösterreich 1934 bis 1945. Eine Dokumentation, Band 1 und 2, Wien, München 1982.
- Österreich, in: Handbuch der deutschsprachigen Emigration 1933 bis 1945, Darmstadt 1998.
- Funktionalisierung, Bagatellisierung und Verdrängung. Der Umgang in Österreich mit dem österreichischen und deutschen Widerstand, in: Der deutsche Widerstand gegen Hitler, Wahrnehmung und Wertung in Europa und den USA, Darmstadt 2002.
- Generaloberst Alexander Löhr, Norbert Haase, Generalstabsrichter Werner Lueben, Gerhard Hümmelchen: Admiral Günther Lütjens ..., in: Hitlers militärische Elite, Band 2: Vom Kriegsbeginn bis zum Weltkriegsende, Darmstadt 1998
- Das „Arbeitserziehungslager“ Weyer im Bezirk Braunau am Inn 1940 bis 1941. Ein Beitrag zur Zeitgeschichte Oberösterreichs, in: Oberösterreichische Heimatblätter, Jahrgang 37 (1983), S. 69–73, ooegeschichte.at [PDF]
- Ich bitte aber, dass mein Name nicht genannt wird! Die Hitler-Zeit in Oberösterreich, in: Landstrich, eine Kulturzeitschrift, Nr. 3 (1982), Schärding, S. 6–32.
- Widerstand und Verfolgung in Linz in der NS-Zeit, in: Fritz Mayrhofer und Walter Schuster (Hrsg.): Nationalsozialismus in Linz, Band 2, Linz 2001, S. 1407–1466.